# 扇状地

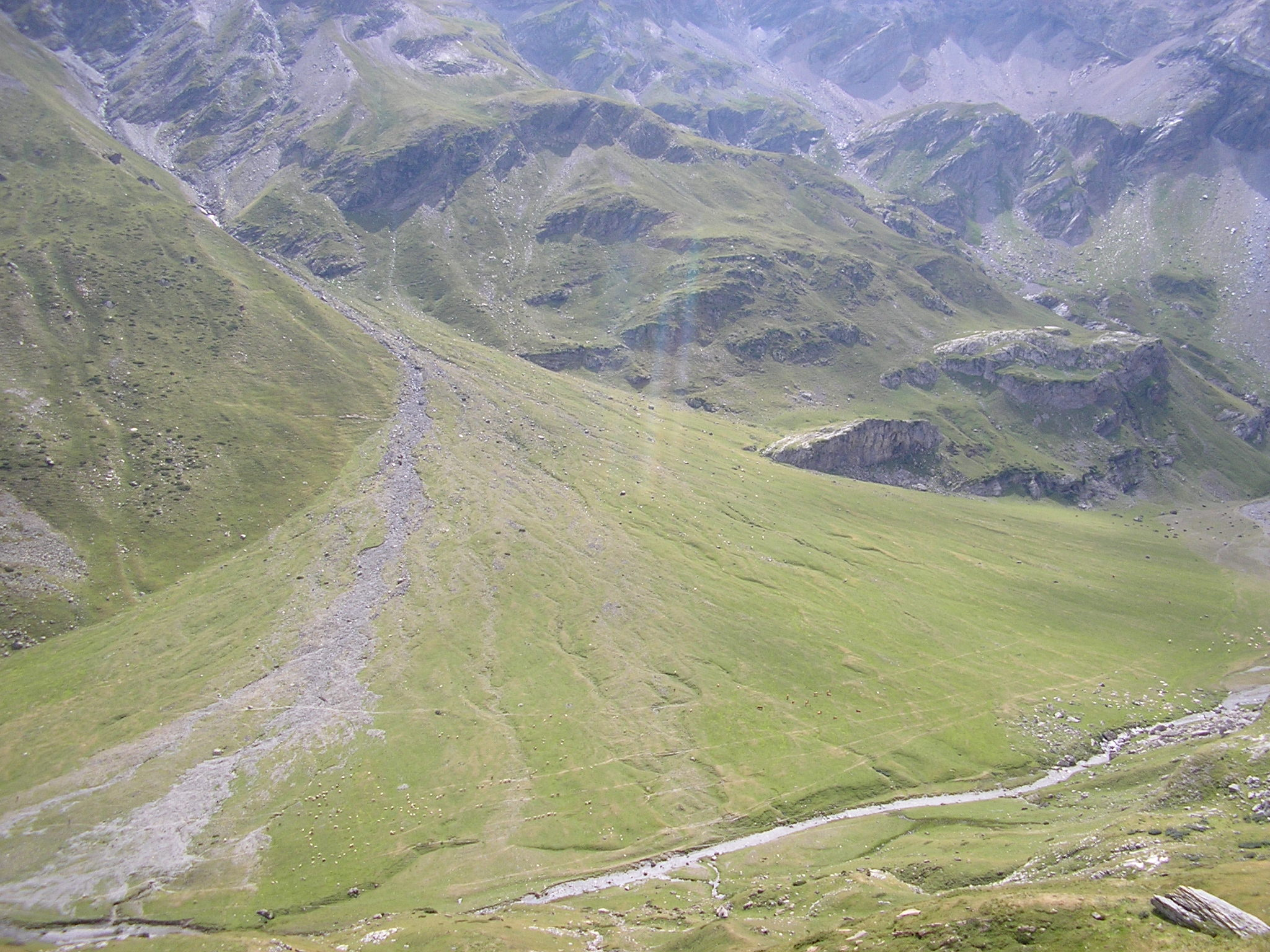
典型的な形状例

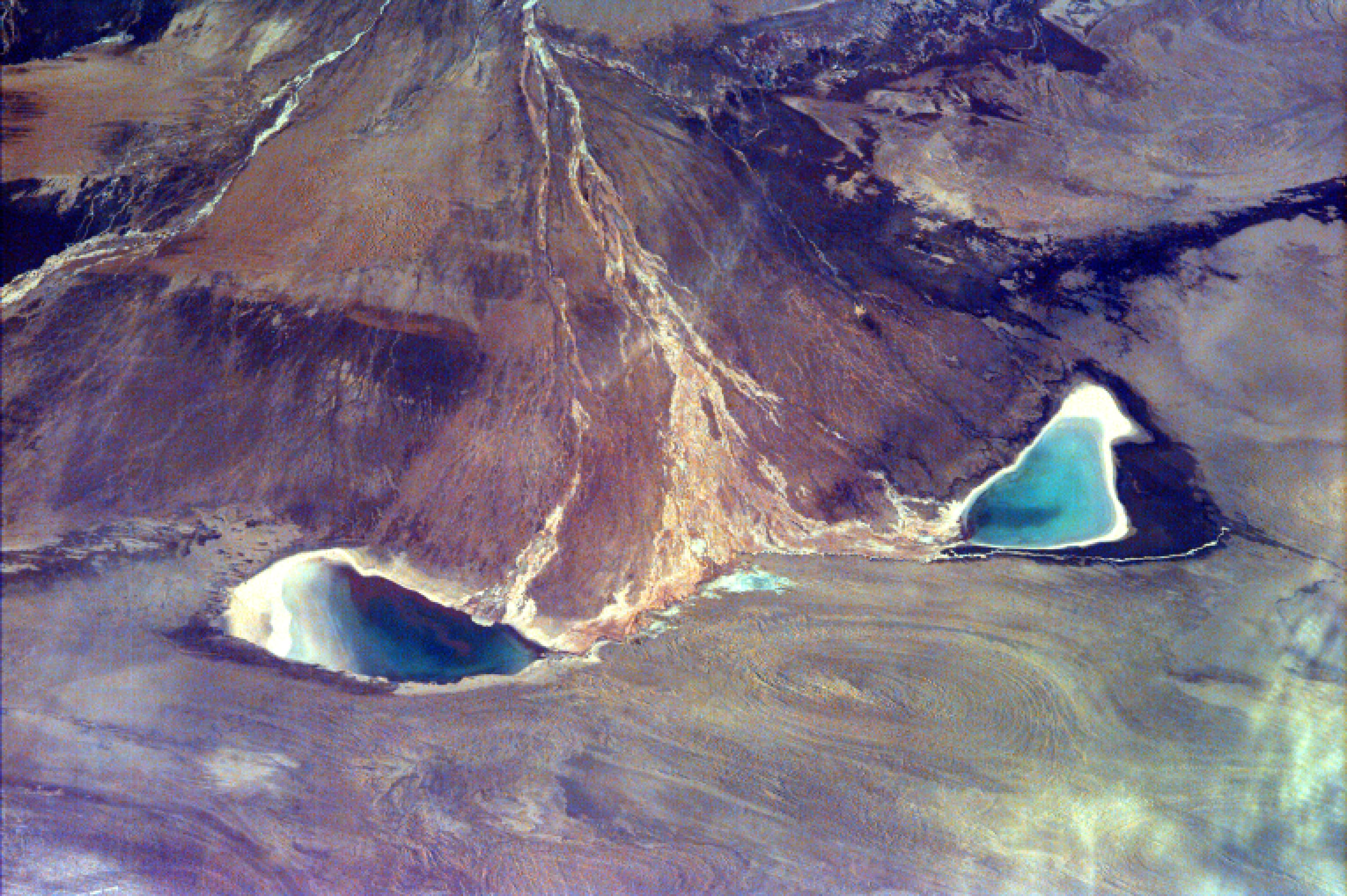
中国青海省、ツァイダム盆地の扇状地

扇状地（せんじょうち、英語: alluvial fan）とは、河成堆積低地の小地形の一種であり、山地を流れる河川が運搬した砂礫が、谷口を頂点として扇状に堆積した地形である。河川が山地から平野や盆地に移る所などにみられる。扇子の形と似ていることからこの名がある。扇状地の頂点を扇頂、末端を扇端、中央部を扇央という。
複数の河川が複合してできた扇状地を合流扇状地（confluent fan）、形成期が異なる扇状地が重なり合いできたものを合成扇状地（composite fan）という。また、段丘化した扇状地を開析扇状地（dissected fan）という。
扇状地とよばれる地形は、上述の成因以外によるものも存在するが（例：海底扇状地、侵食扇状地、火山麓扇状地、溶岩扇状地、土石流扇状地）、ここでは上述の成因による扇状地（沖積扇状地）について解説する。

## 形態
扇頂上流の流域は集水域とも呼ばれる。

### 平面形
典型的な扇状地は、その名の通り扇状に広がる平面形をもつ。しかし、谷口より下流に位置する低地の形状や、支流の合流などの影響などにより、扇状地の平面形は必ずしも扇形ではなく、さまざまな形状のものがある。

### 面積
河川の流量と、その流水によって運搬される砂礫の量が多いほど、半径の大きな扇状地が形成される。集水域の最高高度と最低高度の高度差が大きいほど扇状地が形成されやすい傾向があるとする研究がある。

### 傾斜
一般に小さい扇状地ほど急な傾斜の地表面を示す。これは、小さい扇状地を形成するような河川は、一般にその流量が小さいために、急な傾斜でないと砂礫を運搬できないからである。しかし、砂岩を主とする礫が生産されないような地質の場所では、小さな河川であっても緩やかな扇状地を形成しうる。同じ河川により形成された氾濫原や三角州と比較すると急な傾斜を示し、小河川ではおよそ1/400以上、大河川ではおよそ1/1000以上の勾配をもつ。非常に急勾配のものは沖積錐とよばれる。
門村(1971)は、小型の扇状地は土石流堆積物によって形成され、大型の緩勾配扇状地は泥流堆積物と流水堆積物から成るとしている。

## 形成過程
扇状地は、山地で砂礫を大量に含んだ河川水が、山地を抜けたところで砂礫を急に手放すことで生じる。この砂礫の堆積の要因は、山地とその下流部の、河川の断面形状に違いがあるためとされる。山地の河川は両岸が谷壁で挟まれているため、洪水時には急激に水深が上昇する。河川が砂礫を運ぶための力である掃流力は、水深が大きいほど強くなる。そのため、山地の河川では洪水時に大量の砂礫を運搬することができる。
しかし、河川が山地から抜けて広範な平地に出ると、それまで両岸にあった谷壁がなくなるため川幅を広げることができ、水深が小さくなる。また、扇状地は砂礫の堆積した地質であるため、河川の流水が地下に浸透し、流量が小さくなる。そのため、平地に出た河川は急激に掃流力が小さくなることで砂礫を流送できなくなり、扇頂部から砂礫を堆積するようになる。
平地部のある河道で堆積が進むと、その付近の河床が高くなり、次第に越流して両岸に礫質の自然堤防を形成する。自然堤防の一部が破堤すると、そこから洪水流が周囲の低い土地を流れるようになり、河道が変更される。このようにして、周りより低いところを選んでの河道変更が何度も繰り返されると、山地の出口を扇のかなめとして、土砂が平地側の全方向にまんべんなく積もり、扇状地ができあがる。なお、山地が海のすぐそばまで迫っているような場所では、扇端が直接海に接している場合もある。

## 微地形
扇状地は地図上ではきれいな扇形の等高線を描くが、その上にはいくつもの旧河道が扇の骨のように放射状に並んで跡を残している。そのため完全に平らではなく、小さな起伏が微地形としてある。
また、河道の両岸には扇頂部から放射状に伸びる細長い自然堤防が形成される。

## 河川・地下水
扇状地を形成している堆積物は大小さまざまな大きさの礫を多く含んでおり、大変水を通し易い。そのため、扇央部では河川の水のかなりの部分が地下へと浸透してしまい、地下水となる。この結果、扇央部にある地上の河川の流量は減り、場合によっては水を失い、地上の川が水無川となることもある。
流量の大きな河川が形成した大きな扇状地では、その流量と比較して河川の勾配が急であるため、典型的な網状流路（braided river）がみられる。
扇状地は上述のとおり、河床の堆積が激しいため河道の移動が大きい。人工堤防が形成された扇状地では、河道の移動ができないため、河床の堆積が進行し、周囲よりも河床の高い河川である天井川が形成されている。
扇状地を形成する堆積物の下には元から平地が存在するが、地上から浸透してきた河川の水は、この平地で大部分が受け止められる。受け止められた水は、そのまま地下を流れる伏流水となる。伏流水は扇端部で湧水として現れ、その先に小河川を作ることが多い。なお、扇頂下部では井戸が掘れ、さらに下がった扇央部では帯水層からの水圧を利用した自噴井が設置できる。

## 扇状地の土地利用
扇頂部
勾配が大きく面積も小さいため利用しにくいが、峠越えの交易路となる場合があり、宿場町的な谷口集落が立地する。
扇央部
河川の伏流により地下水位が低く乏水地となるため、水田には利用しにくい。このため未開発の雑木林になっている例が多かったが、戦前は北関東を中心に桑畑となり、戦後は果樹園や、上水道と交通網の整備により新興住宅地となっている例が見られる。また、富山平野や那須野が原などでは用水の整備や客土などの土地改良により扇央部も水田化されている。
扇端部
湧水帯をなし水を得やすいため、古くから集落や農耕地（アジアでは水田）が立地する事が多い。また、西アジアの乾燥地では地下水路式の灌漑設備を用いて扇端部の集落・農地に導水する例が見られる。この灌漑設備はイランではカナート、アフガニスタンではカレーズ、アラブ諸国ではフォガラ、中国ではカナルチンなどと呼ばれる。日本でも類似の灌漑設備がある。なお、扇状地の特性として、扇端部付近以外では地下水位が深く、扇端部付近以外ならば土木構造物の基礎等として十分の支持力を持っているので、その意味においては土木構造物を作りやすいと言える。ただし、傾斜地であることなどの問題は別である。なにより、扇状地はその成因からも明らかなように、土石流や洪水流の危険性が高い。
扇状地が多く発達する甲府盆地を例にすると、扇状地斜面は近世から近現代にかけて桑畑として利用され、近代山梨の主要産業となった養蚕業を支えた。戦後には養蚕業の衰退とともに転用され、甲府市のベッドタウン化が進み住宅地となったり、盆地東部ではブドウ・モモなどの果樹栽培に転用されている。

## 災害発生リスク
扇状地が形成される条件には、上流に土砂生産が活発な山系（大規模な崩壊地や地すべり地）が広がっていることがある。したがって、扇状地における土地利用には、集中豪雨時の土砂災害発生のリスク、天井川化した河川からの洪水発生のリスクを抱えることになる。

## 日本の主な扇状地
日本では扇状地が各地に見られる。以下では、規模の大きな扇状地を中心に主なものをあげる。
| 分類                                 | 規模                            | 名称             | 位置                                 | 備考                       |
| ------------------------------------ | ------------------------------- | ---------------- | ------------------------------------ | -------------------------- |
| 沖積扇状地                           | 大型扇状地 （半径10km以上）     | 石狩川扇状地     | 北海道旭川市、当麻町、比布町         |                            |
| 沖積扇状地                           | 大型扇状地 （半径10km以上）     | 忠別川扇状地     | 北海道旭川市、東川町、東神楽町       |                            |
| 沖積扇状地                           | 大型扇状地 （半径10km以上）     | 札内川扇状地     | 北海道中札内村、更別村               |                            |
| 沖積扇状地                           | 大型扇状地 （半径10km以上）     | 胆沢扇状地       | 岩手県奥州市～胆沢郡金ケ崎町         | 日本最大級。面積約20,000ha |
| 沖積扇状地                           | 大型扇状地 （半径10km以上）     | 泉田川扇状地     | 山形県新庄市                         |                            |
| 沖積扇状地                           | 大型扇状地 （半径10km以上）     | 荒川扇状地       | 福島県福島市                         |                            |
| 沖積扇状地                           | 大型扇状地 （半径10km以上）     | 大川扇状地       | 福島県会津若松市                     |                            |
| 沖積扇状地                           | 大型扇状地 （半径10km以上）     | 那須扇状地       | 栃木県那須塩原市、大田原市           | 那須野が原。合流扇状地。   |
| 沖積扇状地                           | 大型扇状地 （半径10km以上）     | 今市扇状地       | 栃木県日光市                         |                            |
| 沖積扇状地                           | 大型扇状地 （半径10km以上）     | 鬼怒川扇状地     | 栃木県宇都宮市～茨城県筑西市         | 日本最長。制約扇状地。     |
| 沖積扇状地                           | 大型扇状地 （半径10km以上）     | 荒川扇状地       | 埼玉県深谷市、寄居町、熊谷市         |                            |
| 沖積扇状地                           | 大型扇状地 （半径10km以上）     | 酒匂川扇状地     | 神奈川県小田原市、大井町、開成町     |                            |
| 沖積扇状地                           | 大型扇状地 （半径10km以上）     | 笛吹川扇状地     | 山梨県甲州市、山梨市                 |                            |
| 沖積扇状地                           | 大型扇状地 （半径10km以上）     | 釜無川扇状地     | 山梨県甲府市、甲斐市                 |                            |
| 沖積扇状地                           | 大型扇状地 （半径10km以上）     | 梓川扇状地       | 長野県松本市、安曇野市               |                            |
| 沖積扇状地                           | 大型扇状地 （半径10km以上）     | 高瀬川扇状地     | 長野県大町市                         |                            |
| 沖積扇状地                           | 大型扇状地 （半径10km以上）     | 黒部川扇状地     | 富山県黒部市                         | 直接に海岸に接する。       |
| 沖積扇状地                           | 大型扇状地 （半径10km以上）     | 常願寺川扇状地   | 富山県富山市、立山町                 |                            |
| 沖積扇状地                           | 大型扇状地 （半径10km以上）     | 庄川扇状地       | 富山県砺波市、高岡市                 |                            |
| 沖積扇状地                           | 大型扇状地 （半径10km以上）     | 手取川扇状地     | 石川県白山市、野々市市、能美市       | 直接に海岸に接する。       |
| 沖積扇状地                           | 大型扇状地 （半径10km以上）     | 安倍川扇状地     | 静岡県静岡市                         | 直接に海岸に接する。       |
| 沖積扇状地                           | 大型扇状地 （半径10km以上）     | 大井川扇状地     | 静岡県島田市、藤枝市、焼津市         | 直接に海岸に接する。       |
| 沖積扇状地                           | 大型扇状地 （半径10km以上）     | 天竜川扇状地     | 静岡県浜松市                         |                            |
| 沖積扇状地                           | 大型扇状地 （半径10km以上）     | 木曽川扇状地     | 愛知県江南市、一宮市、岐阜県各務原市 |                            |
| 沖積扇状地                           | 大型扇状地 （半径10km以上）     | 揖斐川扇状地     | 岐阜県揖斐川町、大野町、神戸町       |                            |
| 沖積扇状地                           | 大型扇状地 （半径10km以上）     | 鴨川扇状地       | 京都府京都市                         |                            |
| 沖積扇状地                           | 大型扇状地 （半径10km以上）     | 香東川扇状地     | 香川県高松市                         |                            |
| 沖積扇状地                           | 大型扇状地 （半径10km以上）     | 土器川扇状地     | 香川県丸亀市、善通寺市、まんのう町   |                            |
| 沖積扇状地                           | 大型扇状地 （半径10km以上）     | 重信川扇状地     | 愛媛県松山市、東温市                 |                            |
| 沖積扇状地                           | 中型扇状地 （半径5km以上）      | 豊平川扇状地     | 北海道札幌市                         |                            |
| 沖積扇状地                           | 中型扇状地 （半径5km以上）      | 岩木川扇状地     | 青森県弘前市                         |                            |
| 沖積扇状地                           | 中型扇状地 （半径5km以上）      | 平川扇状地       | 青森県平川市、弘前市、大鰐町         |                            |
| 沖積扇状地                           | 中型扇状地 （半径5km以上）      | 葛根田川扇状地   | 岩手県雫石町                         |                            |
| 沖積扇状地                           | 中型扇状地 （半径5km以上）      | 斉内川扇状地     | 秋田県大仙市                         |                            |
| 沖積扇状地                           | 中型扇状地 （半径5km以上）      | 六郷扇状地       | 秋田県美郷町                         |                            |
| 沖積扇状地                           | 中型扇状地 （半径5km以上）      | 立谷川扇状地     | 山形県山形市、天童市                 |                            |
| 沖積扇状地                           | 中型扇状地 （半径5km以上）      | 馬見ヶ崎川扇状地 | 山形県山形市                         |                            |
| 沖積扇状地                           | 中型扇状地 （半径5km以上）      | 鬼面川扇状地     | 山形県米沢市                         |                            |
| 沖積扇状地                           | 中型扇状地 （半径5km以上）      | 胎内川扇状地     | 新潟県胎内市                         |                            |
| 沖積扇状地                           | 中型扇状地 （半径5km以上）      | 金川扇状地       | 山梨県笛吹市                         |                            |
| 沖積扇状地                           | 中型扇状地 （半径5km以上）      | 御勅使川扇状地   | 山梨県南アルプス市、韮崎市           |                            |
| 沖積扇状地                           | 中型扇状地 （半径5km以上）      | 犀川扇状地       | 長野県長野市                         |                            |
| 沖積扇状地                           | 中型扇状地 （半径5km以上）      | 夜間瀬川扇状地   | 長野県中野市                         |                            |
| 沖積扇状地                           | 中型扇状地 （半径5km以上）      | 烏川扇状地       | 長野県安曇野市                       |                            |
| 沖積扇状地                           | 中型扇状地 （半径5km以上）      | 片貝川扇状地     | 富山県魚津市                         | 直接に海岸に接する。       |
| 沖積扇状地                           | 中型扇状地 （半径5km以上）      | 早月川扇状地     | 富山県滑川市、魚津市                 | 直接に海岸に接する。       |
| 沖積扇状地                           | 中型扇状地 （半径5km以上）      | 上市川扇状地     | 富山県上市町                         |                            |
| 沖積扇状地                           | 中型扇状地 （半径5km以上）      | 神通川扇状地     | 富山県富山市                         |                            |
| 沖積扇状地                           | 中型扇状地 （半径5km以上）      | 九頭竜川扇状地   | 福井県福井市、坂井市、永平寺町       |                            |
| 沖積扇状地                           | 中型扇状地 （半径5km以上）      | 富士川扇状地     | 静岡県富士市                         | 直接に海岸に接する。       |
| 沖積扇状地                           | 中型扇状地 （半径5km以上）      | 根尾川扇状地     | 岐阜県本巣市                         |                            |
| 沖積扇状地                           | 中型扇状地 （半径5km以上）      | 高時川扇状地     | 滋賀県長浜市                         |                            |
| 沖積扇状地                           | 中型扇状地 （半径5km以上）      | 姉川扇状地       | 滋賀県長浜市                         |                            |
| 沖積扇状地                           | 中型扇状地 （半径5km以上）      | 愛知川扇状地     | 滋賀県東近江市、愛荘町               |                            |
| 沖積扇状地                           | 中型扇状地 （半径5km以上）      | 野洲川扇状地     | 滋賀県野洲市、栗東市、守山市         |                            |
| 沖積扇状地                           | 中型扇状地 （半径5km以上）      | 日野川扇状地     | 鳥取県米子市、伯耆町                 |                            |
| 沖積扇状地                           | 中型扇状地 （半径5km以上）      | 那賀川扇状地     | 徳島県阿南市                         |                            |
| 沖積扇状地                           | 中型扇状地 （半径5km以上）      | 国領川扇状地     | 愛媛県新居浜市                       |                            |
| 沖積扇状地                           | 中型扇状地 （半径5km以上）      | 中山川扇状地     | 愛媛県西条市                         |                            |
| 沖積扇状地                           | 中型扇状地 （半径5km以上）      | 物部川扇状地     | 高知県香美市、香南市、南国市         |                            |
| 沖積扇状地                           | 中型扇状地 （半径5km以上）      | 佐井川扇状地     | 福岡県豊前市、上毛町、吉富町         |                            |
| 沖積扇状地                           | 中型扇状地 （半径5km以上）      | 山国川扇状地     | 大分県中津市、福岡県上毛町           |                            |
| 沖積扇状地                           | 小型扇状地群 （半径1km以上）    | 養老山地東縁     | 岐阜県養老町～海津市                 |                            |
| 沖積扇状地                           | 小型扇状地群 （半径1km以上）    | 琵琶湖西岸       | 滋賀県高島市～大津市                 | 百瀬川扇状地など。         |
| 沖積扇状地                           | 小型扇状地群 （半径1km以上）    | 京都盆地東縁     | 京都府京都市                         |                            |
| 沖積扇状地                           | 小型扇状地群 （半径1km以上）    | 六甲山地南縁     | 兵庫県神戸市                         |                            |
| 沖積扇状地                           | 小型扇状地群 （半径1km以上）    | 讃岐山脈南縁     | 徳島県東みよし町～鳴門市             |                            |
| 沖積扇状地                           | 小型扇状地群 （半径1km以上）    | 耳納山地北縁     | 福岡県久留米市～うきは市             |                            |
| 開析扇状地 （段丘化した 沖積扇状地） | 大型開析扇状地 （半径10km以上） | 十勝平野の台地   | 北海道帯広市ほか                     |                            |
| 開析扇状地 （段丘化した 沖積扇状地） | 大型開析扇状地 （半径10km以上） | 鹿沼台地         | 栃木県鹿沼市                         |                            |
| 開析扇状地 （段丘化した 沖積扇状地） | 大型開析扇状地 （半径10km以上） | 宝積寺台地       | 栃木県高根沢町～真岡市               |                            |
| 開析扇状地 （段丘化した 沖積扇状地） | 大型開析扇状地 （半径10km以上） | 大間々扇状地     | 群馬県太田市、みどり市、伊勢崎市     |                            |
| 開析扇状地 （段丘化した 沖積扇状地） | 大型開析扇状地 （半径10km以上） | 本庄台地         | 埼玉県本庄市、上里町、神川町         |                            |
| 開析扇状地 （段丘化した 沖積扇状地） | 大型開析扇状地 （半径10km以上） | 櫛引台地         | 埼玉県深谷市、寄居町                 |                            |
| 開析扇状地 （段丘化した 沖積扇状地） | 大型開析扇状地 （半径10km以上） | 武蔵野台地       | 東京都青梅市～千代田区ほか           |                            |
| 開析扇状地 （段丘化した 沖積扇状地） | 大型開析扇状地 （半径10km以上） | 相模野台地       | 神奈川県相模原市、綾瀬市ほか         |                            |
| 開析扇状地 （段丘化した 沖積扇状地） | 大型開析扇状地 （半径10km以上） | 牧之原台地       | 静岡県牧之原市、菊川市、御前崎市     |                            |
| 開析扇状地 （段丘化した 沖積扇状地） | 大型開析扇状地 （半径10km以上） | 磐田原台地       | 静岡県磐田市                         |                            |
| 開析扇状地 （段丘化した 沖積扇状地） | 大型開析扇状地 （半径10km以上） | 三方原台地       | 静岡県浜松市                         |                            |
| 開析扇状地 （段丘化した 沖積扇状地） | 大型開析扇状地 （半径10km以上） | 印南野台地       | 兵庫県神戸市、稲美町、加古川市       |                            |

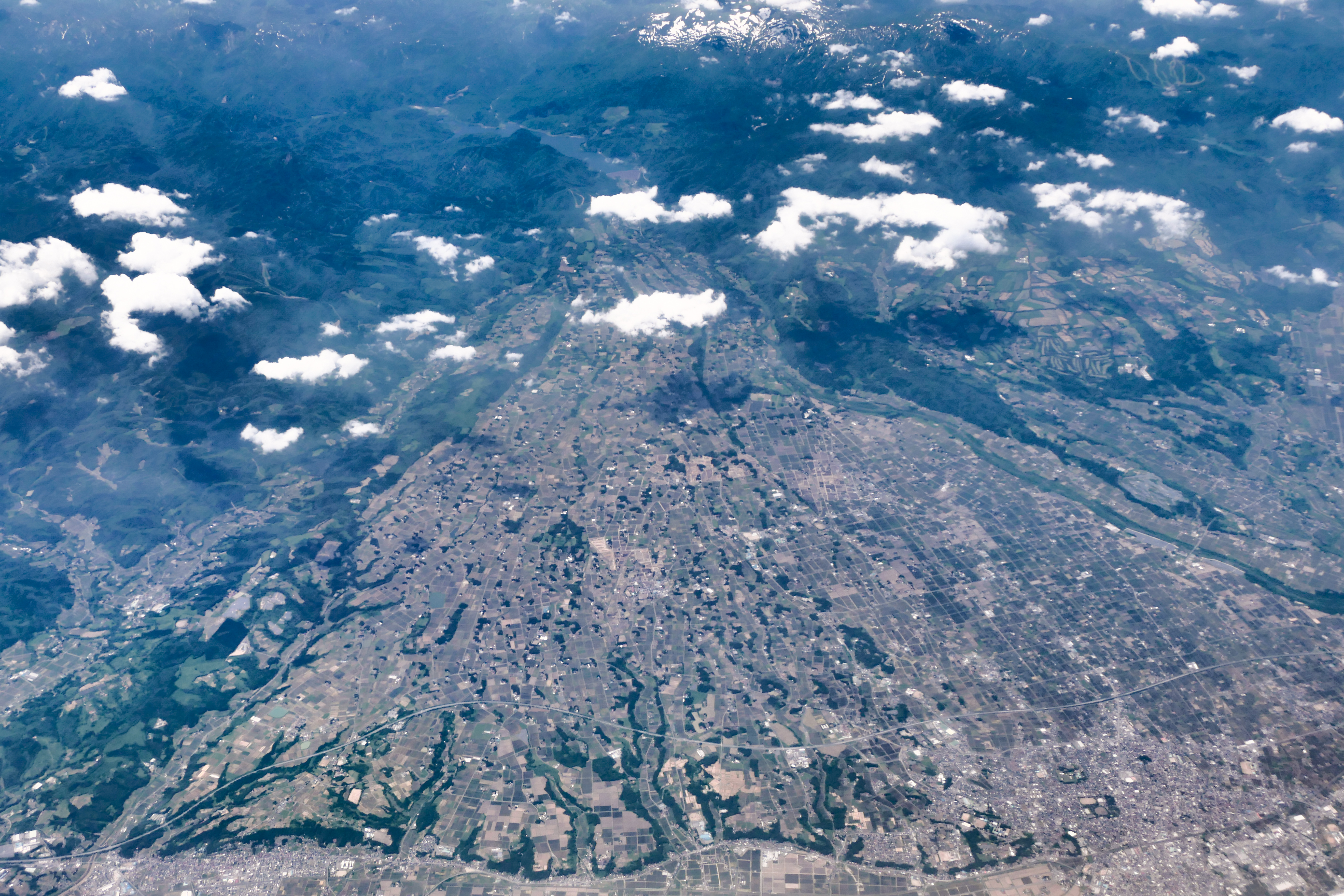
胆沢扇状地（大型扇状地）
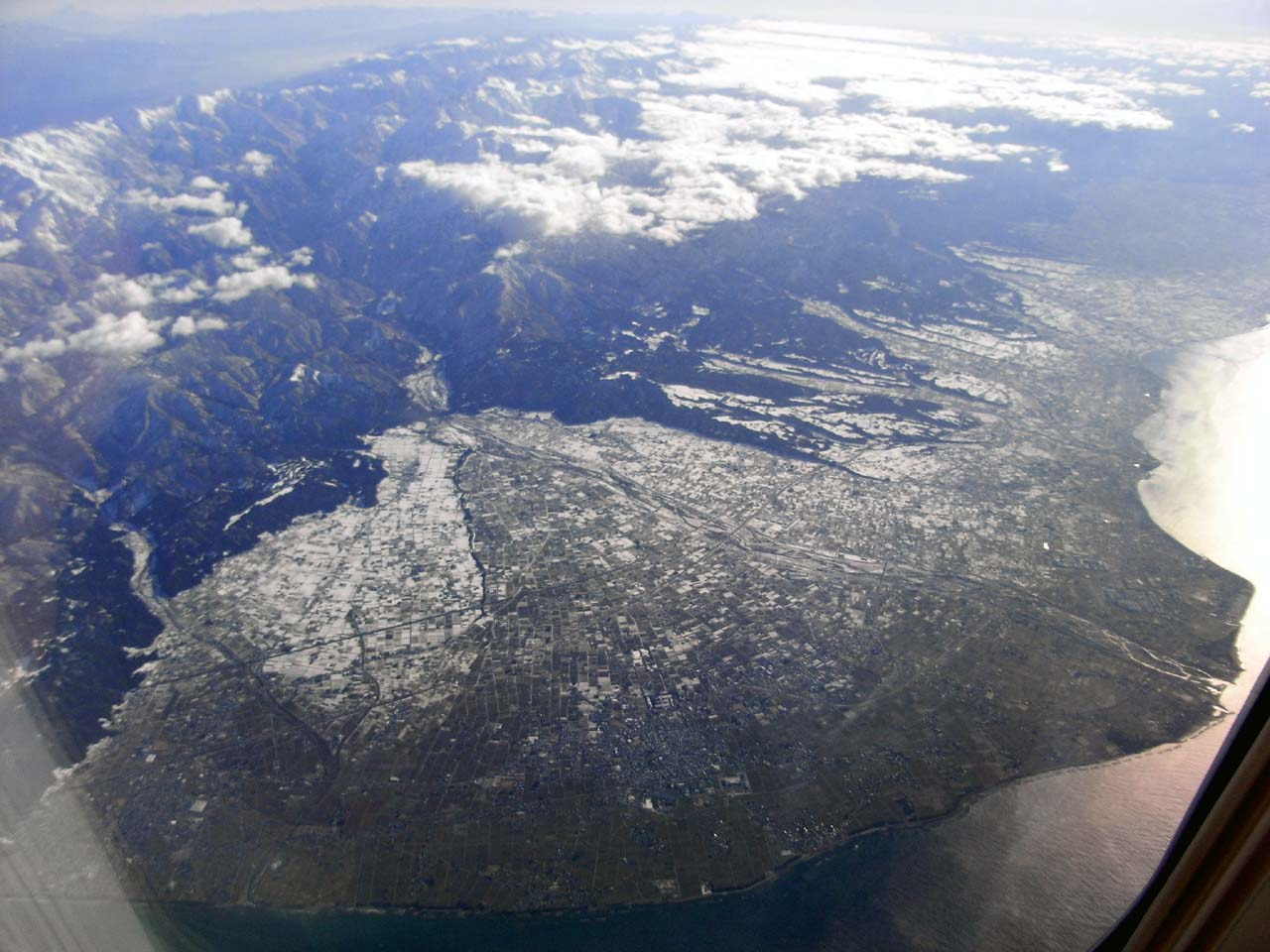
黒部川扇状地（大型扇状地）
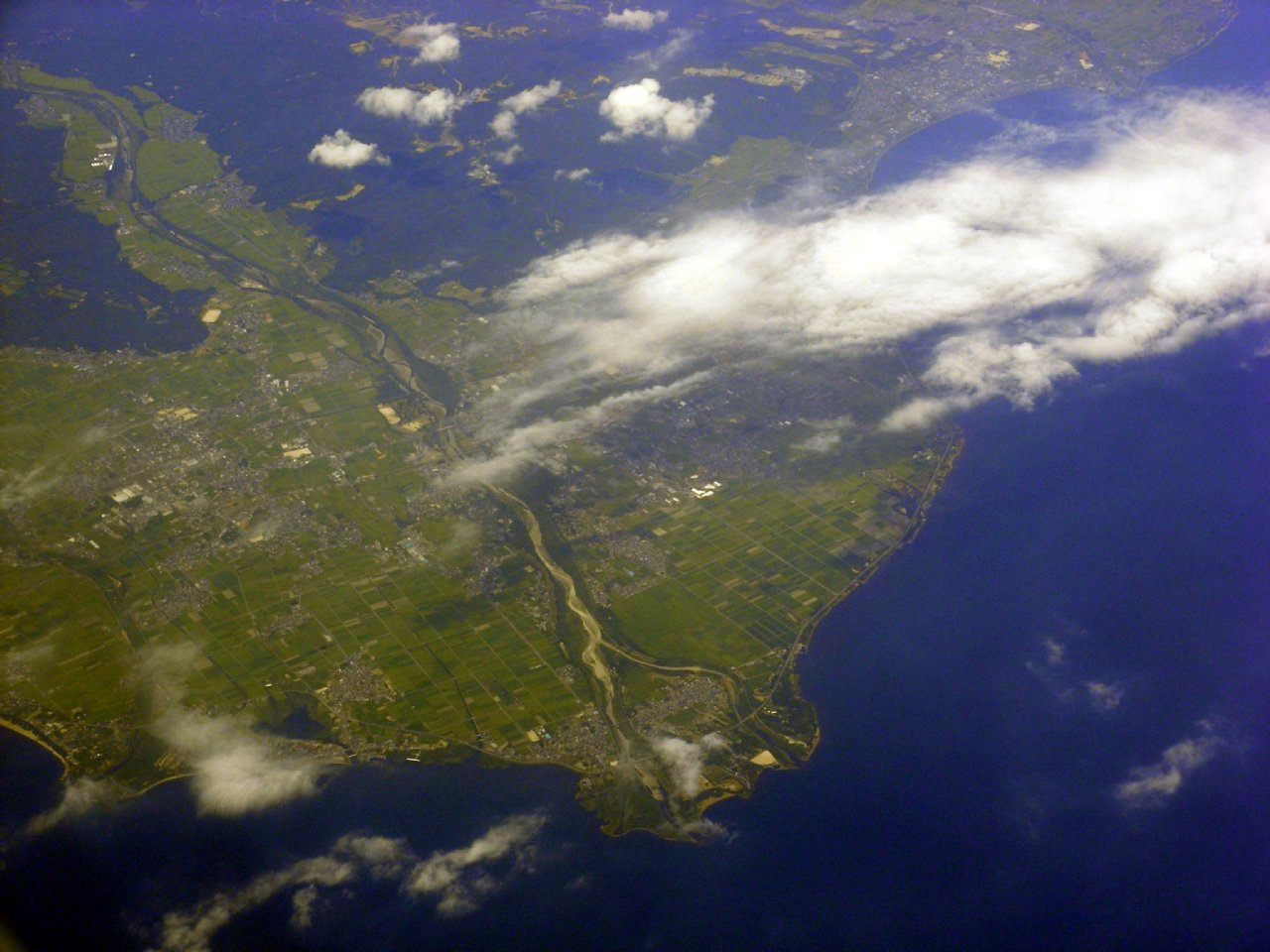
琵琶湖西岸扇状地の一つ安曇川扇状地・三角州（中型扇状地）

## 火山を成因とする例
- 鶴見岳の東部 - 大分県別府市に広がる扇状地は、河川による土砂の堆積だけでなく、鶴見岳火山の火砕流や土石流の堆積で形成された火山性扇状地（火山麓扇状地）であると考えられている[12][13]。
- 大山火山の北西部[14]、利尻島[15]

## 地球以外での例
地表を液体が過去に流れたことがある、あるいは現在も流れている天体において、扇状地が存在することがある。水が流れていたことがあり、現在も水がある可能性の高い火星や、メタン等の炭化水素等の液体が存在する土星の衛星タイタンにおいて扇状地状の地形が発見されている。